# Linea (Astrogeologie)

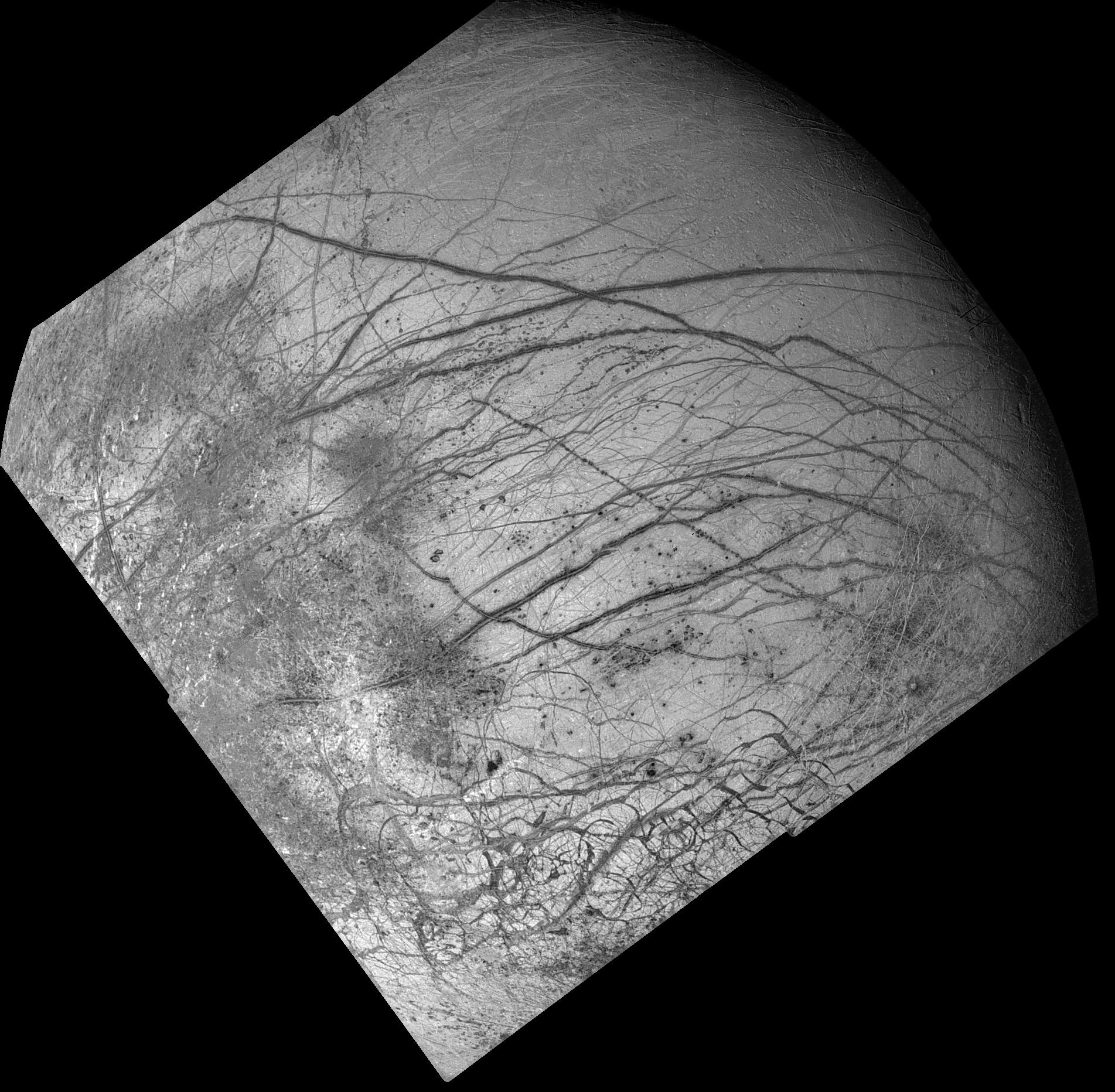
Lineae auf Europa

Linea (Plural: Lineae) ist latein für Linie und steht seit 1979 in der Astrogeologie gemäß der planetaren Nomenklatur für die langen, dunklen oder auch hellen Furchen auf Monden und Planeten. Unter anderem die Venus, der Jupitermond Europa und der Saturnmond Rhea weisen diese auf.